# Zumpahuacán
Zumpahuacán est une municipalité de l'État de Mexico, au Mexique. Elle couvre une superficie de 201,54 km2 et compte 16 927 habitants en 2015.